# Cantone di Die
Il Cantone di Die era un cantone della Francia dell'arrondissement di Die.
A seguito della riforma approvata con decreto del 20 febbraio 2014, che ha avuto attuazione dopo le elezioni dipartimentali del 2015, è stato soppresso.

## Composizione
Comprendeva i comuni di:
- Aix-en-Diois
- Barsac
- Chamaloc
- Die
- Laval-d'Aix
- Marignac-en-Diois
- Molières-Glandaz
- Montmaur-en-Diois
- Ponet-et-Saint-Auban
- Pontaix
- Romeyer
- Saint-Andéol
- Sainte-Croix
- Saint-Julien-en-Quint
- Vachères-en-Quint